# Sylvio Fraga
Sylvio Fraga (Rio de Janeiro, 7 de abril de 1930 – 6 de setembro de 1997) foi um médico brasileiro.
Foi eleito membro da Academia Nacional de Medicina em 1972, tendo ocupado a Cadeira 05, da qual Pedro Afonso Franco é o patrono.